# Novos filósofos
Novos filósofos (Nouveaux philosophes) é a designação assumida por um grupo de jovens intelectuais franceses dos anos 1970, oriundos da extrema esquerda maoísta.  Seus principais representantes foram André Glucksmann, Christian Jambet, Guy Lardreau, Bernard-Henri Lévy e Jean-Paul Dollé. Por um período, Alain Finkielkraut também esteve associado ao grupo. São os chamados "filhos de maio de 68" que, passado pouco mais de uma década, quando o "militantismo" reflui, tratam de repensar os fundamentos da respectiva ilusão revolucionária maoísta ou trotskista.
Operam de fato uma guinada teórica de 180°  e, embora  citem frequentemente  Michel Foucault como tendo sido uma das suas principais influências, o próprio Foucault nunca reconheceu isso completamente. Criticavam os pós-estruturalistas e Sartre, assim como a filosofia de Nietzsche e Heidegger.
Em 1975, desencadeiam um vigoroso ataque aos fundamentos do próprio marxismo e denunciam os esquemas totalitários soviético e chinês que dele foram conseqüências, do mesmo modo que atacam os governos fascistas. Herdeiros do pessimismo de Theodor Adorno e Max Horkheimer, criticam Karl Marx e Saint-Just, invocando Sartre e Rousseau. Deste modo, assumem uma espécie de contra-poder que, apesar de ser originalmente de esquerda, como confessa Lévy, não os impediu de fazer uma profunda crítica, tanto do estalinismo quanto do próprio socialismo como formas institucionalizadas de poder. Glucksmann, Lévy e Jean-Marie Benoist assumem o regresso a Rousseau.
E, afinal, descobrem o "discreto charme do liberalismo". Para Aubral e Decourt, A adesão ao liberalismo conservador dá uma grande notoriedade midiática aos recém-convertidos "novos filósofos". "O militantismo, o PC , as organizações maoístas, as massas, a revolução e a ciência fazem parte do capítulo 'ilusão' para nossos 'filósofos' [...]. Manda-se tudo para o diabo, sem procurar por que, nem tirar disso a menor conseqüência. Uma dificuldade se apresenta? É o domínio em que ela surge que é preciso rejeitar em seu conjunto. As coisas são ou todas boas, ou todas más. Os 'novos filósofos' são maniqueístas, de um maniqueísmo forjado na experiência de um stalinismo do qual o pensamento deles se acha ainda marcado".
Como Herbert Marcuse, consideram que a imaginação pode conduzir, como na arte clássica, à reconciliação entre o princípio do prazer e o princípio da realidade, trazendo, deste modo, ao plano da filosofia, o slogan situacionista da revolta de maio de 1968: l’imagination au pouvoir (“a imaginação no poder”).